# Олійникова Слобода
Олі́йникова Слобода́ — село в Узинській міській громаді Білоцерківського району Київської області, до 2017 року центр сільської ради.
Засноване в XVI столітті.
Населення — близько 619 жителів.
Метричні книги с. Олійникова Слобода Васильківського пов. Київської губ. зберігаються в ЦДІАК України. https://cdiak.archives.gov.ua/baza_geog_pok/church/olei_001.xml

## Географія
Селом тече річка Вирвохвіст.

## Джерело
- Облікова картка на сайті ВРУ[недоступне посилання з липня 2019]

|                                  |
| Церква Святої Параскеви П'ятниці |

|                              |
| Пам'ятник воїнам-односельцям |